# زغلوجة (أوجان الشرقي)
زغلوجة (بالفارسية: زگلوجه) هي منطقة سكنية تقع في إيران في قسم أوجان الشرقي الريفي. يقدر عدد سكانها بـ 689 نسمة .